# Gerhard Kikpot von Kalkar
Gerhard Kikpot von Kalkar oder auch Gerhard von Kalkar († vor dem 15. März 1394 in Rom) war ein deutscher Theologieprofessor und gehörte zu den ersten Professoren der 1388 von der Stadt Köln gegründeten Universitas Studii Coloniensis.  Ab April 1390 wurde er für drei Monate der vierte Rektor der Universität.
Gerhard, der wohl aus Kalkar stammte, hatte in Paris an der Sorbonne studiert und erwarb dort 1362 die Grade des magister artium und 1378 des Baccalaureus Theologiae. 1368 und noch 1381 wird er als Regens bei der Artistenfakultät bekundet. Er war aber auch seit 1371 Kanonikus am Stift St. Aposteln in Köln. Zuletzt hatte er in Paris seine höheren Studien mit dem Doktor der Theologie abgeschlossen, bevor er wohl aufgrund des Streites an der Hochschule wegen des Abendländisches Schismas 1385 an die Ruprecht-Karls-Universität Heidelberg ging. Dort war er unter Herzog Albrecht III. einer von drei Doktoren der Theologie im vom Herzog neu gestifteten Collegium ducale, in dem zu Beginn noch dazu sieben magistri artium wohnten und lehrten.
Seit 9. April 1388 ist er in Köln bezeugt, wo er dann als einer der Gründungsprofessoren wirkte. Es ist zu vermuten, dass er nach Köln kam, weil die Stadt die größte und reichste Stadt des Heiligen Römischen Reiches deutscher Nation und zudem nahe zu Kalkar gelegen war. Er eröffnete am 6. Januar 1389, Epiphanias, dem Festtag der Kölner Stadtpatrone, mit dem Professor für Kirchenrecht und Gründungsrektor Hartlevus de Marca die Lehre mit einer Disputation über Jesaja 60,1 („die Herrlichkeit des Herrn ging strahlend auf über dir“). Die Disputation wurde im Stil der Disputationen der Sorbonne gehalten, da auch Hartlevus dort gelehrt hatte.